# Engelbert Humperdinck (énekes)
Engelbert Humperdinck, születési nevén: Arnold George Dorsey (Madrász, Brit India, 1936. május 2. –) angol popénekes, a 20. század egyik legendás énekese.

## A kezdetek
Brit Indiában a walesi származású Mervyn Dorsey katonai rendőr és Olive Dorsey gyermekeként született, 9-en voltak testvérek. 10 éves korában a szülők az angliai Leicesterbe költöztek, ott kezdett el a zene iránt érdeklődni miután elkezdett szaxofonon tanulni. Az 1950-es évek elején szaxofonozott éjszakai klubokban, de úgy tartják, hogy csak késő tinédzser korában kezdett énekelni. Jerry Lewisról alkotott benyomása arra késztette barátait, hogy „Gerry Dorsey”-nak hívják, ezen a néven csaknem egy évtizedig dolgozott. Dorsey zenei karrierjének elindítását megszakította az, hogy az '50-es évek közepén behívót kapott a Brit Hadseregtől.

## Karrierje
Első kislemezét 1959-ben jelentette meg a Decca Recordsnál "Crazy Bells" címmel, miután felfigyeltek rá azután, hogy megnyert egy Man-szigeteki tehetségkutatót. A dalát kétszer is előadta a brit ITV egyik műsorában, de nem aratott túl nagy sikert, ezért lemezkiadót váltott és a Parlophonenál adta ki második dalát "I'll Never Fall in Love Again" címmel, ami szintén nem lett sikeres, ezért újra a Decca Records kötelékében találta magát csaknem egy évtizeddel később és vegyes eredményekkel. Ugyancsak 1959-ben részt vett az ITV "The Song Parade" című műsorában, majd visszatért az éjszakai klubokba dolgozni, azonban 1961-ben ezzel is fel kellett hagynia, miután tuberkulózissal kezelték a kórházban kilenc hónapig. Felépülését követően 1962-ben ismét elkezdett dolgozni éjszakai klubokban, ezúttal több sikerrel.
1965-ben összeállt egykori kollégiumi szobatársával, Gordon Millsel aki a menedzsere lett és ugyanebben az évben vette fel Dorsey az Engelbert Humperdinck nevet, aki egy 19. századi német zeneszerző volt.
Humperdinck első igazi sikerét 1966 júliusában érte el Belgiumban, ahol négy másik résztvevővel együtt képviselte Nagy-Britanniát az éves Knokke-dalversenyen, és megnyerte abban az évben a díjat. Három hónappal később, 1966 októberében már színpadon volt Mechelenben. A "Dommage, Dommage"-el felkerült a belga slágerlistákra, és egy régizenei videót is forgattak vele Zeebrugge kikötőjében. A 60-as évek közepén Humperdinck meglátogatta a német dalszerzőt, Bert Kaempfert spanyolországi házában, és három dal feldolgozásait ajánlották fel neki: "Spanish Eyes", "Strangers in the Night" és "Wonderland by Night". Visszatért Nagy-Britanniába, ahol mindhárom dalt felvette. Felismerte a "Strangers in the Night"-ban rejlő lehetőségeket, és megkérdezte Gordon Mills menedzsert, hogy kiadják-e kislemezként, de kérését elutasították, mivel Frank Sinatra már lefoglalta magának a dalt. A "Spanish Eyes" és a "Wonderland by Night" viszont szerepelt az énekes 1968-as A Man Without Love című nagylemezén.
1967 elején a változtatások megtérültek, amikor Humperdinck „Release Me” című dala a slágerlisták élére került az Egyesült Királyságban, és a 4. helyre került az amerikai Billboard 100-on. A lemez a Beatles "Strawberry Fields Forever" és "Penny Lane"-jét taszította le az élről az Egyesült Királyságban (1963 óta először) A "Release Me" 56 hetet töltött a Top 50-ben folyamatosan a slágerlistákon, és úgy vélték, hogy napi 85 000 példányban kelt el népszerűsége csúcsán. A dal azóta is Humperdinck repertoárjának középpontjában áll. Humperdinck könnyed stílusa és jó megjelenése hamar sok követőt szerzett neki, különösen a nők körében. Kemény női rajongói „Humperdinckers”-nek hívták magukat. A "Release Me"-t két újabb slágerballada követte: "There Goes My Everything" és "The Last Waltz", amivel kivívta a hírnevét.
1968-ban, az előző évi sikereket követően, Humperdinck a 2. helyet érte el az Egyesült Királyság kislemezlistáján "A Man Without Love" című albumával, és azonos című albumával a 3. helyre kúszott fel a brit albumlistákon. Egy másik kislemez, a "Les Bicyclettes de Belsize" az Egyesült Királyságban a 10 legjobb sláger közé került, az Egyesült Államokban pedig a legjobb 40-be került. Az évtized végére Humperdinck bővülő dallistáján szerepelt még az „Am I That Easy to Forget”, „The Way It Used to Be”, „I'm a Better Man (For Having Loved You)” (író: Burt) Bacharach és Hal David) és a "Winter World of Love". Ezeket a nagy példányszámban eladott kislemezeket számos hasonlóan sikeres albummal egészítette ki. Ezek az albumok – Release Me, The Last Waltz, A Man Without Love és Engelbert Humperdinck – adták sikerének alapját. 1969 és 1970 között hat hónapig Humperdinck saját televíziós sorozatát vezette az ATV-nek, az Engelbert Humperdinck Show-nak az Egyesült Királyságban és az ABC-ben az Egyesült Államokban. Ebben a zenei varieté formátumban csatlakozott hozzá többek között Paul Anka, Shirley Bassey, Tony Bennett, Jack Benny, Milton Berle, Ray Charles, Four Tops, Lena Horne, Liberace, Lulu, Carmen McRae, Dusty Springfield, Jack Jones, Tom Jones és Dionne Warwick.

### 70-es évek
Az 1970-es évek elejére Humperdinck a hangfelvételek felvételébe kezdett, és számos jellegzetes dal született ebből az időszakból, amelyeket gyakran neves zenészek és dalszerzők írtak; köztük a "We Made It Happen" (író: Paul Anka), "Sweetheart" (író: Barry Gibb és Maurice Gibb), "Another Time, Another Place" és "Too Beautiful to Last". 1972-ben egy másik televíziós sorozatban szerepelt, a BBC-ben. Az Engelbert a The Young Generation című műsorban, ami tizenhárom hétig futott, és a táncegyüttes, a Goodies és Marlene Charell állandó vendégei, valamint nemzetközi sztárok szerepeltek benne. Szintén 1972-ben vendége volt David Winters zenei televíziós műsorának, a The Special London Bridge Special-nak, Tom Jones és Jennifer O'Neill főszereplésével.
Az évtized közepén Humperdinck az albumok eladására és az élő fellépésekre koncentrált, balladastílusa pedig kevésbé volt népszerű a kislemezlistákon. Pazar színpadi produkciókat dolgozott ki, így Las Vegas és hasonló helyszínek számára természetesek voltak. Az évtized eleji és középső éveiben rendszeresen fellépett a Las Vegas-i Riviera Hotelben, a helyszínen élő albumot vett fel a Three Degrees háttérénekeseivel.
1976-ban Humperdinck kereskedelmi hitelességét megerősítette az "After the Lovin'" című ballada, amelyet Joel Diamond és Charles Calello készített, és a CBS leányvállalata, az Epic adta ki. A dal a 10 legjobb sláger közé került az Egyesült Államokban, aranylemezes lett, és elnyerte az "év legtöbbet játszott zenegép-lemeze" díjat. Az azonos című album az amerikai slágerlisták legjobb 20 albuma közé jutott, Grammy-díjra jelölték, és Dupla Platina sláger volt az énekes számára. Az albumszámok közül három Bobby Eli producere volt, és a philadelphiai Sigma Sound Studiosban rögzítették. Ahogy a kritikusok rámutatnak, az énekes váratlan betörése a "Philadelphia Sound"-ba sikeres volt, és tovább növelte a mű erejét. Az év végén Humperdinck először lépett fel a The Tonight Show-ban Johnny Carson főszereplésével a sláger élő előadásával. Joel Diamond egy sor albumot készített, amelyet Humperdinck vett fel az Epic számára, köztük a This Moment in Time című 1979-es dalt (a címadó dal vezette az Egyesült Államok felnőtt kortárs slágerlistáit) és két karácsonyi albumot. 1979-ben, az évtized végi slágerlistás sikereit követően, Humperdinck a Broadwayre vitte színpadi műsorát a Minskoff Színházban.

### 80-as és 90-es évek
Az 1980-as években Humperdinck megszilárdította diszkográfiáját, rendszeresen készített felvételeket, és évente 200 koncerten adott elő, miközben folytatta a főszerepeket Las Vegasban a Hilton Hotelben. Az 1980-as évek elején és közepén számos különleges szerepet kapott színészként a korabeli népszerű televíziós drámákban, mint például a The Love Boat, a Hotel és a Fantasy Island. Az Epicnél végzett felvételi előadói tevékenységét követően Humperdinck kiadta a William Ruhlmann által az "ambiciózus kettős albumot" A Lovely Way to Spend An Evening (1985) címmel. Ruhlmann elismerését fejezi ki Humperdincknek, amiért felvette az American Songbook standardalbumát; megjegyzi, hogy a mű "soká jött", ugyanakkor elismeri, hogy "az album szélesebb terjesztést érdemelne, mint amennyit kapott".
Az albumot az Egyesült Királyságban adták ki Getting Sentimental néven, és 1985 nyarán felkerült az Egyesült Királyság Top 40-es albumlistájára. A következő években Humperdinck stúdiófelvételeket készített, köztük Gloria Gaynorral duettet a Remember, I Love You (1987) című albumához. Az 1980-as évek második felében az olyan új anyagokkal, mint a "Portofino" (1985) című dal, Humperdinck a korabeli európai populáris zene, különösen a német populáris zene által befolyásolt felvételekre is összpontosított. Ennek az időszaknak az albumai közé tartozik a Träumen Mit Engelbert (1986) és a Step into My Life (1989). A Németországban Ich Denk An Dich néven kiadott Step into My Life Dieter Bohlen és Barry Mason dalait tartalmazta, míg a címadó dalt maga Humperdinck írta. Számos kislemez született, többek között a Modern Talking slágerének, a "You're My Heart, You're My Soul" feldolgozása.
Humperdinck 1989-ben csillagot kapott a hollywoodi Hírességek sétányán, és Golden Globe-díjat nyert az év szórakoztatójaként, miközben jelentős szerepet vállalt olyan jótékonysági célokban is, mint a Leukémia Research Fund, az Amerikai Vöröskereszt, az Amerikai Tüdőszövetség, és számos AIDS segélyszervezet. Írt egy dalt egy jótékonysági csoportnak "Reach Out" címmel (az 1992-es Hello Out There stúdióalbumán jelent meg). Az 1990-es években Humperdinck karrierjéről szóló zenei értékelések arra utalnak, hogy a Lounge Revival alatt „új lendületet” vett, és megjegyzi az olyan új művészi vállalkozások sikerét, mint például a „Lesbian Seagull” című felvétele a Beavis és Butthead lenyomja Amerikát című filmhez (1996) és táncalbuma 1998-ból. Az 1995-ös Love Unchained az Egyesült Királyság Top 20-as albumlistájának csúcsára ért, ezzel jelezve a visszatérést hazájában. Ezekben az években megőrizte nyilvános profilját, számos alkalommal szerepelt a rádióban és a televízióban, beleértve a Late Show-t David Lettermannal és a The Howard Stern Show-t, valamint olyan eseményeken, mint az 1996-os Daytona 500, ahol előadta az amerikai himnuszt.

### 2000-es évek
Humperdinck karrierje az új évezredben is folytatódott, számos zenei együttműködéssel. 2000-ben az Engelberttel a His Very Best oldalán bekerült a brit albumlistán az első öt közé, majd négy évvel később visszatért a legjobb öt közé, miután megjelent a John Smith's sörgyár tévéreklámjában. 2003 tavaszán Humperdinck együttműködött az amerikai művész-producerrel, Art Greenhaw-val, hogy felvegye az Always Hear the Harmony: The Gospel Sessions című gospel-albumot; Az albumon Humperdinckhez csatlakozott a Light Crust Doughboys, a Jordanaires és a Blackwood Brothers. A kritikusok által elismert albumot Grammy-díjra jelölték „Az év legjobb déli, country vagy bluegrass gospel albuma” kategóriában, Humperdinck pedig rajongók generációival készült a 2004-es Los Angeles-i Grammy-díjátadón. Nem sokkal később visszatért a stúdióba, és 2005-ben kiadta a Let There Be Love című számot. A zenekritikusok megjegyezték az album anyagának történeti terjedelmét, az 1920-as években először népszerűvé vált daloktól a 90-es évek újabb dalaiig, és ez különösen igaz Nick Lowe „You Inspire Me” című művének Humperdinck-verziójához, mint figyelemre méltó vágás. 2007-ben Humperdinck kiadta a The Winding Road című filmet. A Larry Kinggel folytatott beszélgetés során Humperdinck megvitatta az album keletkezését; felhívta a figyelmet arra, hogy a The Winding Road kizárólag brit zeneszerzők dalait tartalmazza, "tisztelgésként hazájának", amelyet első nemzetközi slágerfelvételének 40. évfordulója alkalmából adtak ki.
A Gorillaz Plastic Beach című albumának felvétele közben Damon Albarn felkérte Humperdincket, hogy vendégelőadóként működjön közre az albumon. Humperdinck akkori vezetése azonban a tudta nélkül visszautasította az ajánlatot. Az eseményt ismertetve Humperdinck kijelentette, hogy az elszalasztott lehetőség "a valaha elkövetett legsúlyosabb bűn" volt, és szívesen együttműködött volna a Gorillazzal. Hozzátette: azóta megvált az akkori vezetőségtől, és fiának, Scott Dorsey-nak adta át a feladatokat. Az interjú végén Humperdinck megjegyezte: "Nagyon szeretném újra felidézni ezt a javaslatot, és visszahozni. Remélhetőleg újra megkérdeznek. A fiam, Scott határozottan igent fog mondani."

### 2010-es, 20-as évek
A BBC belső válogatása révén Engelbertet a 2012-es Eurovíziós Dalfesztivál brit résztvevőjének választották ki, ahol tizenkét ponttal és a Love Will Set You Free című dallal az utolsó előtti helyezést érte el. Két évvel később megjelent az Engelbert Calling című stúdióalbum, amelyen többek között Elton Johnnal, Cliff Richarddal és Olivia Newton-Johnnal készültek duettek. Az album felkerült a brit Top 40-es listára. 2017 novemberében jelent meg a The Man I Want to Be című stúdióalbum, amelyet felesége, Patricia Healey előtt tisztelegve vett fel, aki 2007 óta szenvedett Alzheimer-kórban. Felesége 2021 februárjában halt meg koronavírusban, és négy gyermeket hagyott hátra.
2022 elején A Man Without Love című dala szerepelt a Marvel Studios Moon Knight című sorozatában. Később előadta az "I'm Forever Blowing Bubbles" című népszerű dal feldolgozását a Bullet Train című filmhez.
Több évtizedes zenei munkásságának elismeréseként 2021-ben a Brit Birodalom Rendjével tüntették ki.
1. ↑  Internet Movie Database (angol nyelven). Internet Movie Database . (Hozzáférés: 2015. október 13.)
2. ↑  SNAC (angol nyelven). (Hozzáférés: 2017. október 9.)
3. ↑  Internet Broadway Database (angol nyelven). Internet Broadway Database . (Hozzáférés: 2017. október 9.)